# 2K22 Tunguska
2K22 Tunguska (rusă  2К22 "Тунгуска") este un tanc cu șenile rusesc care are armă anti-aeronavă, înarmată cu o mitralieră și sistem de rachete sol-aer. Este conceput pentru a oferi protecție de zi și de noapte pentru regimentele de infanterie și tancuri împotriva aeronavelor care zboară la înălțimi scăzute, elicoptere și rachete de croazieră în toate condițiile meteorologice. Numele său de cod NATO este SA-19 „Grison”.

## Legături externe
- Tunguska-M1 Air Defense Missile/Gun System, KBP Instrument Design Bureau website
- Federation of American Scientists Arhivat în 2 septembrie 2016, la Wayback Machine.
- Warfare.ru SA-19 Arhivat în 19 februarie 2013, la Archive.is
- Threat Update: 2S6 Tunguska Self-Propelled Air Defense System, Red Thrust Star, April 1995 issue
- YouTube Tunguska-M1 Video
- Tunguska-M1 Walkaround
- The FK-1000 mobile air defense system, both marketed by CPMIEC November 6, 2013
- CHINA OFFERS FD-2000 / HQ-9, FK-1000 AND FL-3000N MISSILE SYSTEMS TO THAILAND